# کشته جاده‌ای

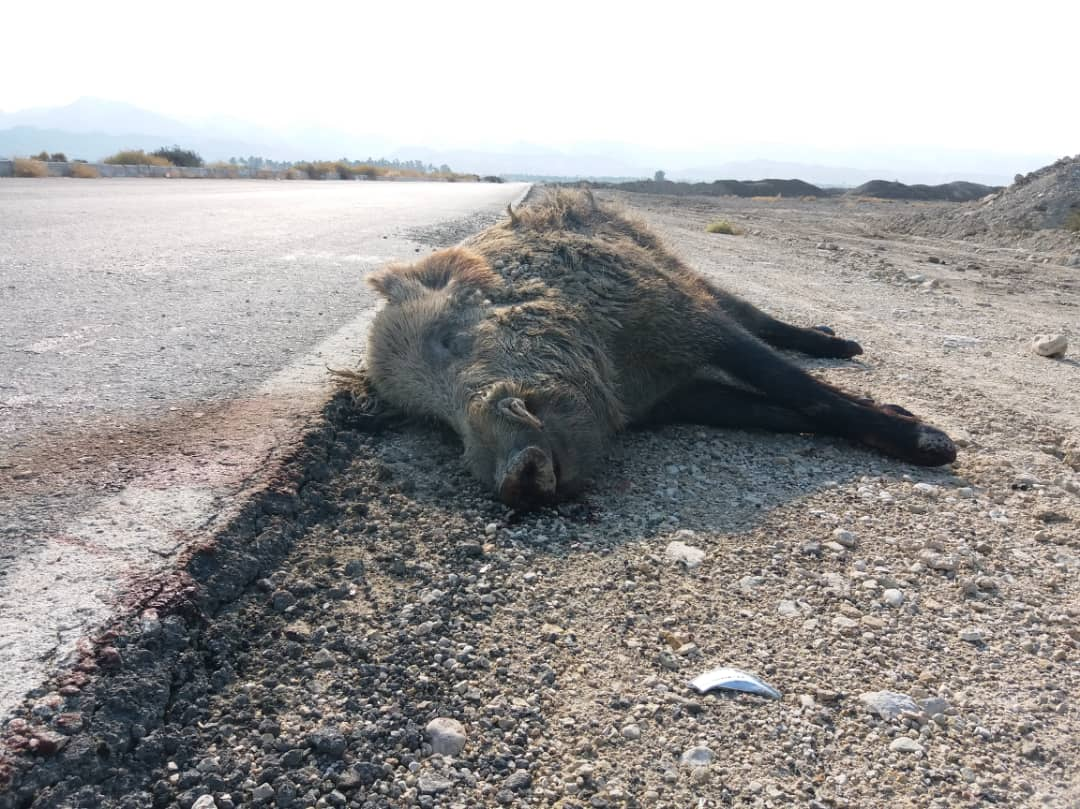
بقایای گرازی وحشی کشته شده در جاده‌ای در بخش چاه‌ورز، لامرد

کشته جاده‌ای (به انگلیسی: Roadkill) یا جاده‌کُشی (به انگلیسی: Road-killing) به مرگ جانوران به دلیل برخورد با خودروها در جاده‌ها گفته می‌شود. برخورد با جانوران در جاده‌ها دارای پیامدهای منفی گوناگونی است از جمله: جراحت و مرگ جانوران، خطر برای سرنشینان خودروها، نابودی گونه‌های در معرض خطر، تلف شدن دام‌ها یا حیوانات خانگی، آسیب به خودروها، هزینه‌های مالی برای خودروها و جاده‌ها، ایجاد منظره‌ای با بار روانی منفی (خصوصاً در مناطقی که پذیرای توریست هستند).

## آمارها
در کشور آمریکا، روزانه بیش از یک میلیون جانور در برخورد با خودروها جان خود را از دست می‌دهند و فقط تعداد پرندگانی که سالانه در جاده‌های اروپا کشته می‌شوند، تا ۲۷ میلیون مورد تخمین زده می‌شود. همچنین در آمریکا، سالانه ۱/۲۵ میلیون مورد درخواست غرامت از بیمه خودرو به دلیل برخورد با گوزن و موس ثبت می‌شود.
طبق تحقیقی در آمریکا در سال ۱۹۹۳ که شامل ۱۹۲۳ جانور کشته‌شده بود، آمار نوع جانوران به این شکل بود: ۸۱ درصد پستانداران، ۱۵ درصد پرندگان، ۳ درصد خزندگان و دوزیستان و ۱ درصد غیرقابل تشخیص. همچنین تخمینی در مورد جانورانی که سالانه در جاده‌های کشور آمریکا کشته می‌شوند، شامل داده‌های زیر است: ۴۱ میلیون سنجاب، ۲۶ میلیون گربه، ۲۲ میلیون موش، ۱۹ میلیون صاریغ، ۱۵ میلیون راکون، ۶ میلیون سگ و ۳۵۰ هزار گوزن. البته این آمار طبعاً موارد غیرقابل‌مشاهده مثل حشرات یا قورباغه‌ها را دربر نمی‌گیرد. طبق یک تحقیق در انگلستان، به ازای هر ۸ کیلومتر مسافتی که با خودرو طی می‌شود، یک حشره کشته می‌شود. این رقم در تحقیق دیگری در هلند، ۱۰ کیلومتر است که نشان‌دهنده ۱/۶ تریلیون حشره کشته‌شده در سال در هلند و ۳۲/۵ تریلیون مورد در آمریکاست.

## پیشگیری
دو راه کلی برای پیشگیری از مرگ جانوران در جاده‌ها وجود دارد: تغییر رفتار رانندگان و تغییر رفتار جانوران.
روش‌های گوناگونی برای تغییر رفتار رانندگان وجود دارد: اطلاع‌رسانی و افزایش آگاهی دربارهٔ پیامدهای منفی مرگ جانوران در جاده‌ها، نصب تابلوهای هشدار، خط‌کشی، ایجاد سرعت‌کاه، افزایش روشنایی جاده‌ها و کاهش سرعت رفت‌وآمد از نظر فیزیکی یا روانی با ایجاد سرعت‌کاه یا افزایش موانع و پیچ‌های جاده در نقاط پرخطر.
تغییر رفتار جانوران از این راه‌ها صورت می‌گیرد: کاهش جمعیت جانوران پیرامون جاده‌ها از طریق تغییر مکان منابع آب و غذا یا تغییر فضای جاده‌ها به گونه‌ای که برای جانوران ناامن به نظر برسند؛ بازداشتن جانوران از عبور از جاده‌ها (حداقل هنگام عبور خودروها) از طریق ایجاد امواج فراصوت، نصب بازتاب‌گر و حصاربندی؛ ایجاد روگذر و زیرگذر برای جانوران.
نمکی که روی جاده‌ها ریخته می‌شود، نیز جانوران را جذب می‌کند و احتمال تصادف را افزایش می‌دهد؛ لذا باید در پاشیدن نمک در زمستان، دقت کافی در این زمینه اعمال شود. همچنین جمع‌آوری لاشه حیوانات مرده از جاده‌ها برای تأمین امنیت جاده‌ها ضروری است، زیرا گاهی جانوران دیگر به سمت لاشه‌ها می‌آیند و خود خودروها هم برای اینکه لاشه را دور بزنند، ممکن است با خودروهای دیگر یا گاردریل برخورد کنند. در شهرهایی مثل نیویورک و تورنتو، شماره تلفن‌های خاصی برای درخواست جابجایی لاشه جانوران وجود دارد.